# Municipio de South Union (Arkansas)
El municipio de South Union (en inglés: South Union Township) es un municipio ubicado en el condado de Sharp en el estado estadounidense de Arkansas. En el año 2010 tenía una población de 334 habitantes y una densidad poblacional de 4,18 personas por km².

## Geografía
El municipio de South Union se encuentra ubicado en las coordenadas 36°17′33″N 91°17′35″O / 36.29250, -91.29306. Según la Oficina del Censo de los Estados Unidos, el municipio tiene una superficie total de 79.92 km², de la cual 79,67 km² corresponden a tierra firme y (0,31 %) 0,25 km² es agua.

## Demografía
Según el censo de 2010, había 334 personas residiendo en el municipio de South Union. La densidad de población era de 4,18 hab./km². De los 334 habitantes, el municipio de South Union estaba compuesto por el 91,02 % blancos, el 5,69 % eran amerindios, el 0,3 % eran de otras razas y el 2,99 % eran de una mezcla de razas. Del total de la población el 1,5 % eran hispanos o latinos de cualquier raza.